# Operación Escudo Defensivo
La Operación Escudo Defensivo fue una acción militar israelí llevada a cabo durante los meses de marzo y abril de 2002 con el objetivo de frenar los ataques suicidas por parte de palestinos durante el transcurso de la Intifada de al-Aqsa. El atentado que desencadenó la operación fue la masacre de Netanya, cuando un terrorista palestino ligado a Hamás se inmoló en un hotel de Netanya, matando a 30 personas.

## El contexto de la Operación
Desde 1991, existía un proceso de paz abierto por el primer ministro israelí, Isaac Shamir y el líder palestino, Yasir Arafat. En el año 2000 dicho proceso se rompió, por lo que grupos palestinos volvieron a lanzar cohetes y organizar ataques contra Israel, ya que lo consideraban un ocupador.
La actitud de los grupos palestinos, unida al triunfo electoral de la línea dura israelí encabezada por Ariel Sharón, provocaron un enfrentamiento abierto entre ambas partes, que causaron considerables víctimas. Ello motivó que Sharón decidiera a inicios de 2002 tomar medidas drásticas, y de este modo surgió una intervención del ejército israelí contra todos los Territorios Palestinos, y especialmente sobre Cisjordania.

## El desarrollo de la Operación
La Operación Escudo Defensivo empezó el 29 de marzo de 2002 para evitar el flujo constante de cohetes Qassam y ataques desde los territorios palestinos. Fue una intervención por tierra y aire israelí contra las zonas civiles de Cisjordania, siendo las ciudades de Nablus y de Yenín unas de las más afectadas. Concretamente, durante el asalto a Yenín y a su campo de refugiados en abril, murieron por lo menos 52 palestinos entre combatientes y civiles. También murieron 23 soldados israelíes durante el mismo operativo. La Franja de Gaza, pese a mantener también un conflicto abierto con Israel, no se vio afectada por dicha Operación.
Durante la Operación se eliminó la presencia de buena parte de las milicias palestinas en Cisjordania y se acorraló a Yasir Arafat en sus oficinas de la Mukata, con el objetivo de que entregase a los asesinos del ministro Rehavam Zeevi, escondidos allí con el apoyo de Arafat.
El balance oficial de la operación israelí fue de 220 muertos (200 del lado palestino y 20 del lado israelí) y unas 5000 detenciones, principalmente menores palestinos y líderes de Fatah y las Brigadas de los Mártires de Al-Aqsa y, en menor medida, del movimiento Hamás y su brazo armado, las Brigadas Ezzedin al-Qassam.

## Después de la Operación
La Operación Escudo Defensivo tuvo su segunda fase en la llamada Operación Sendero de la Determinación, acontecida durante abril y parte de mayo de 2002, en la que se reocupó totalmente Cisjordania y se terminó de facto con el poder de la Autoridad Nacional Palestina (ANP).